# Berzovia, Caraș-Severin
Berzovia este satul de reședință al comunei cu același nume din județul Caraș-Severin, Banat, România.

## Istoric
Localitatea Berzovia este menționată ca cetate dacică în Tabula Peutingeriana, sub denumirea de Berzobia. Numele său apare în singurul fragment care a supraviețuit al împăratului Traian în Dacia: “vom merge spre Berzobis și apoi spre Aizizis”.
Se presupune că în Evul Mediu a fost centrul politico-administrativ al unui district românesc până în veacul al XVI-lea. (Istoria districtelor românești din Banatul timișan de Vicențiu Grozescu)

## Vestigii arheologice
- Urmele castrului roman Bersobis.

## Obiectiv memorial
Monumentul Eroilor Români din Primul Război Mondial. Monumentul, un obelisc înalt de 3,50 m, este amplasat în fața bisericii. În partea superioară se află un vultur cu o cruce în cioc, cu aripile desfăcute anii: „1914 – 1919”. Pe laturile din față și din spate ale obeliscului sunt dăltuite numele a 51 de eroi din localitate, căzuți în Primul Război Mondial. Pe soclu se găsește sculptată o cască model „Adrian” și două ramuri de stejar încrucișate. Pe o latură este gravat textul: „Acest monument s-a ridicat de locuitorii comunei sub conducerea pretorului plășii Ion Gașpar, primarul comunei, Achim Cărăbaș, notarul comunei Cornel Vadnay, ajutorul de primar Toma Șest, preotul Gheorghe Ogârlaci și directorul școalei, Achim Grecu, în anul 1937”.